# Tektronix

Tektronix logo de la compañía

Tektronix, Inc., históricamente conocida como Tek, es una empresa estadounidense conocida por fabricar dispositivos de prueba y medición como osciloscopio, analizadores lógicos y equipos de protocolo de prueba de vídeo y móviles.

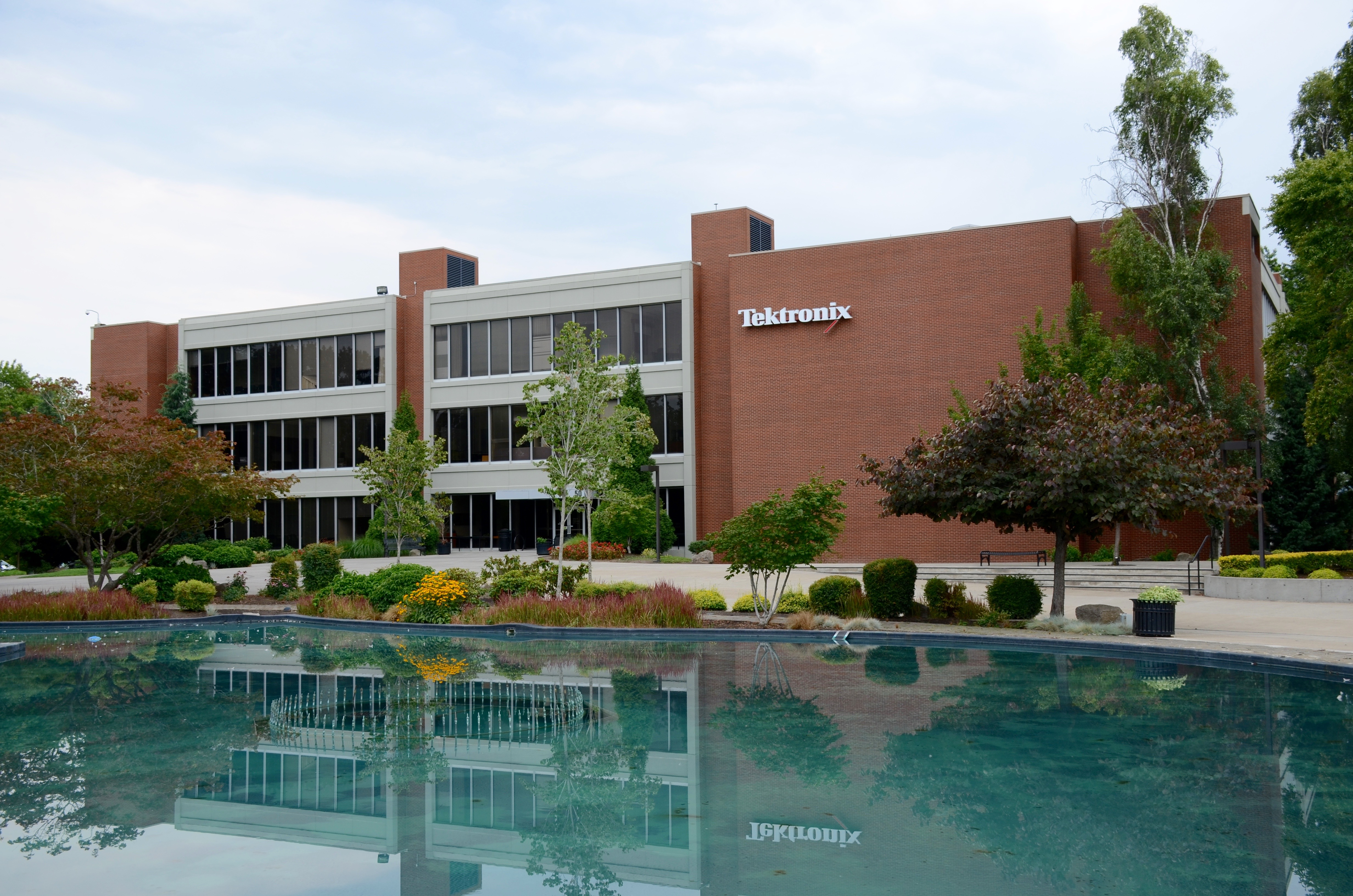
Edificio 50 en la sede de la empresa

Originalmente una empresa independiente, ahora es una subsidiaria de Fortive, una escisión de Danaher Corporation.
Varias organizaciones benéficas están, o estuvieron, asociadas con Tektronix, incluida la Fundación Tektronix y el M.J. Murdock Charitable Trust en Vancouver, Washington.

## Historia

### 1946-1954
La compañía tiene sus raíces en la revolución electrónica que siguió inmediatamente a la Segunda Guerra Mundial. Fue fundada en diciembre de 1945 como Tekrad. El nombre era similar al de una empresa de California, Techrad, por lo que en 1946, los cuatro socios, Howard Vollum,  Jack Murdock y Miles Tippery, que habían trabajado en  Guardacostas, y el contador Glenn McDowell, formaron Tektronix, Inc .. Cada uno contribuyó con $ 2.600 iniciales por partes iguales.
Howard Vollum se había graduado en 1936 de Reed College con un título en física y un gran interés en osciloscopios, luego trabajó como técnico de radio en Murdock Radio and Appliance Company de Jack Murdock ( MJ Murdock Company) antes del estallido de la guerra, durante la cual sirvió en el Cuerpo de Señales (Cuerpo de Señales (Ejército de los Estados Unidos)). Tras la fundación de Tektronix, Vollum inventó el primer osciloscopio disparado del mundo en 1946, un importante avance tecnológico. Este osciloscopio, perfeccionado y desarrollado por Tektronix, fue el modelo 511 producido entre 1947 y 1953. El modelo 511 era un osciloscopio de disparo con barrido. El primer osciloscopio con una base de tiempo real fue el Tektronix Model 513.

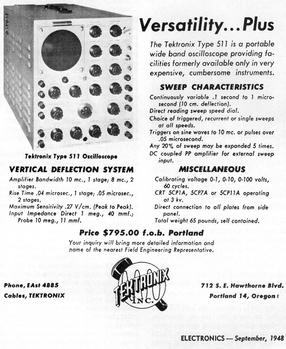
Tektronix 511 El osciloscopio hizo famoso a Tektronix

El fabricante líder de osciloscopios en ese momento era DuMont Laboratories. DuMont fue pionero en el disparo y el barrido de sincronización de frecuencia. Allen DuMont probó personalmente el 511 en un show de electrónica y quedó impresionado, pero cuando vio el precio de $ 795, que era aproximadamente el doble que su modelo equivalente, le dijo a Howard Vollum en la feria que les costaría mucho vender muchos.
Tektronix se incorporó en 1946 con su sede en SE Foster Road y SE 59th Avenue en Portland, Oregón, a solo seis cuadras de la primera casa familiar de Murdock. En 1947 había 12 empleados. Cuatro años más tarde, en 1951, Tektronix tenía 250 empleados. Murdock y Vollum eran conocidos humanitarios y buscaban operar su negocio como se podría dirigir una familia numerosa y solidaria. En 1978, los autores Robert Levering y Milton Moskowitz, et al, nombraron a Tektronix como una de las 100 mejores empresas para trabajar en Estados Unidos. 'en su libro del mismo nombre.
En 1950, la empresa comenzó a construir una planta de fabricación en Condado de Washington, Oregón, en Barnes Road y la Sunset Highway y, en 1956, había ampliado la instalación a 80 000 pies cuadrados (7000 m²; 743 000 dm²). Luego, la empresa trasladó su sede a este sitio, tras la votación de los empleados.
Se puede encontrar una historia detallada de Howard Vollum y Jack Murdock junto con los productos que hicieron de Tektronix un líder en osciloscopios en el Museo de equipos antiguos de Tektronix.

### 1955–1969

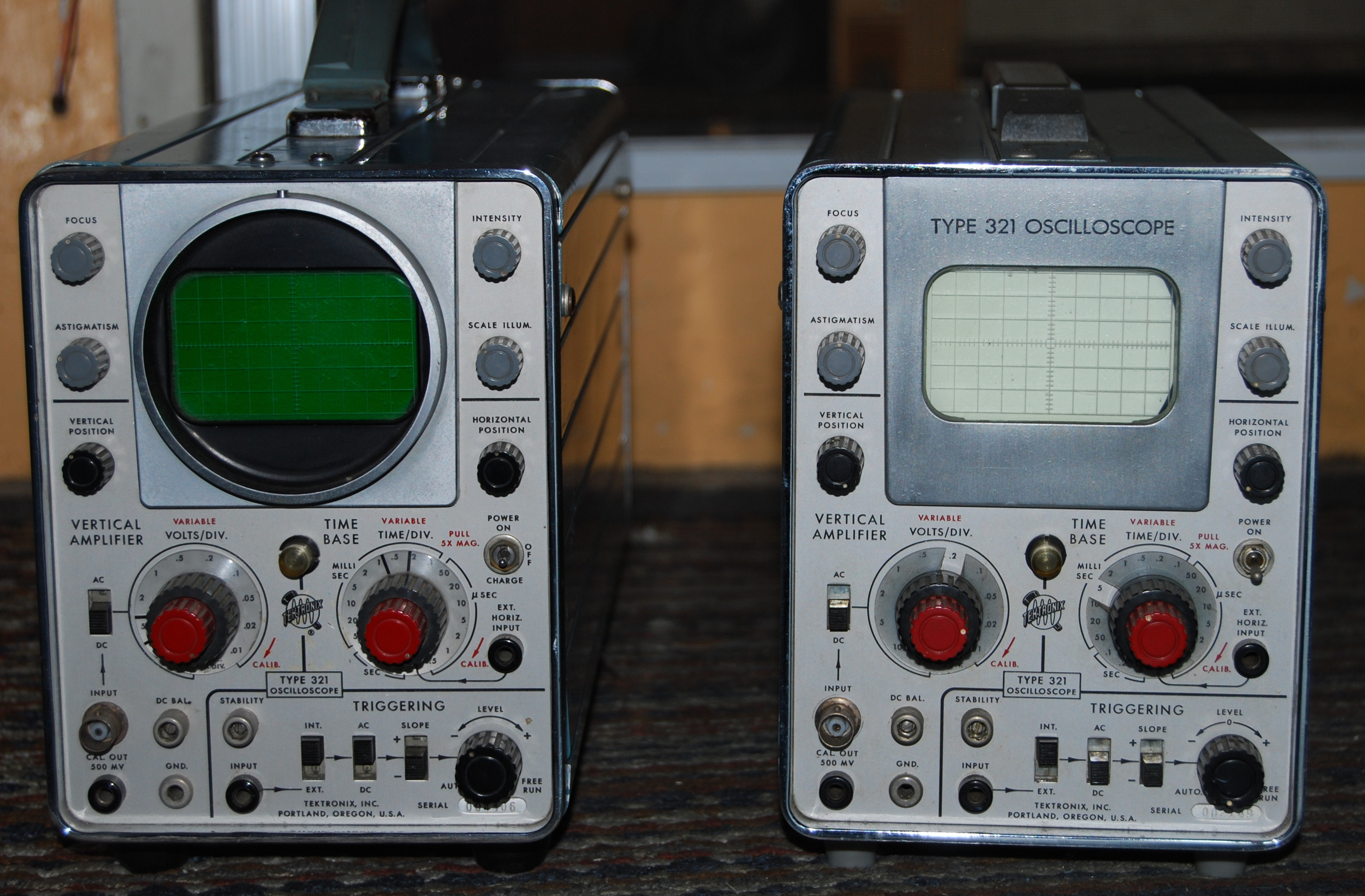
Tektronix 321- su primer osciloscopio de transistor a pilas. IZQUIERDA- Versión posterior DERECHA- Versión más antigua

En 1956, una gran propiedad en Beaverton estuvo disponible, y el fideicomiso de jubilación de los empleados de la compañía compró el terreno y lo arrendó a la compañía. La construcción comenzó en 1957 y el 1 de mayo de 1959 Tektronix se mudó a su nuevo campus de la sede de Beaverton, en un sitio de 313 acres (1,3 km²; 126,7 ha) que llegó a llamarse el Parque Industrial Tektronix.
A finales de la década de 1950 (1957–58), Tektronix estableció una nueva tendencia en las aplicaciones de osciloscopios que continuaría hasta la década de 1980. Esta fue la introducción del osciloscopio enchufable. Comenzando con los osciloscopios de las series 530 y 540, el operador podía cambiar entre diferentes plug-ins de entrada vertical o de barrido horizontal. Esto permitió que el osciloscopio fuera un instrumento de prueba adaptable. Más tarde, Tektronix agregó complementos para que el osciloscopio funcione como analizador de espectro, muestreador de formas de onda, probador de cables y trazador de curvas de transistores. Las series 530 y 540 también marcaron el comienzo del disparo retardado, lo que permitió disparar entre un barrido en lugar de al principio. 

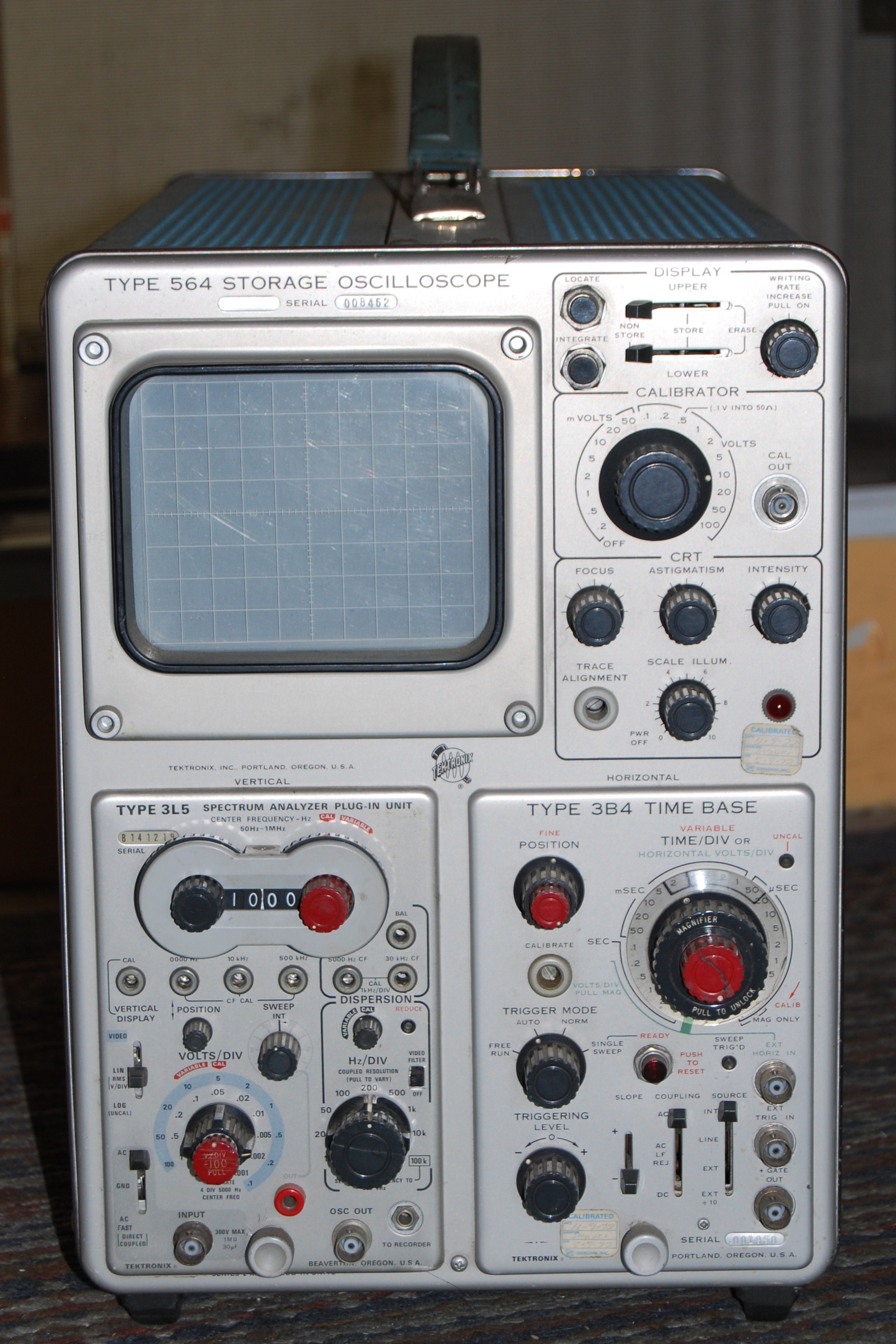
El primer osciloscopio de almacenamiento analógico producido en masa modelo 564

Esto permite una activación más estable y una mejor reproducción de la forma de onda.
En 1961, Tektronix vendió su primer osciloscopio completamente portátil (posiblemente el primer práctico del mundo), el modelo 321. Este osciloscopio podía funcionar con una línea de CA (red eléctrica) o con baterías recargables. También llevó al osciloscopio a la era del transistor (solo se usó un tubo de cerámica Nuvistor para la entrada del amplificador vertical). Un año y medio después salió el modelo de transistores 321A.
La serie 560 introdujo el CRT rectangular en los osciloscopios. En 1964 Tektronix hizo un gran avance en el osciloscopio, el primer osciloscopio de almacenamiento analógico producido en serie del mundo, el modelo 564. Hughes Aircraft Company se le atribuye el primer osciloscopio de almacenamiento en funcionamiento (el modelo 104D), pero se hizo en cantidades muy pequeñas y es extremadamente raro hoy.
En 1966, Tektronix presentó una línea de osciloscopios de función completa de alta frecuencia denominada serie 400. Los osciloscopios estaban repletos de funciones para aplicaciones de trabajo de campo. Estos osciloscopios tenían un rendimiento sobresaliente que a menudo se prefería a sus modelos de mesa de laboratorio. Los primeros modelos fueron el 422, un modelo de ancho de banda de 16 MHz y el 453, un modelo de ancho de banda de 50   MHz. Al año siguiente, el 454, un portátil de 150 MHz. Estos modelos sitúan a Tektronix muy por delante de sus competidores durante años. El ejército de los Estados Unidos contrató a Tektronix para un modelo 453 "reforzado" para el servicio de campo. Los modelos de la serie 400 continuarían siendo opciones populares en las décadas de 1970 y 1980. Además, 

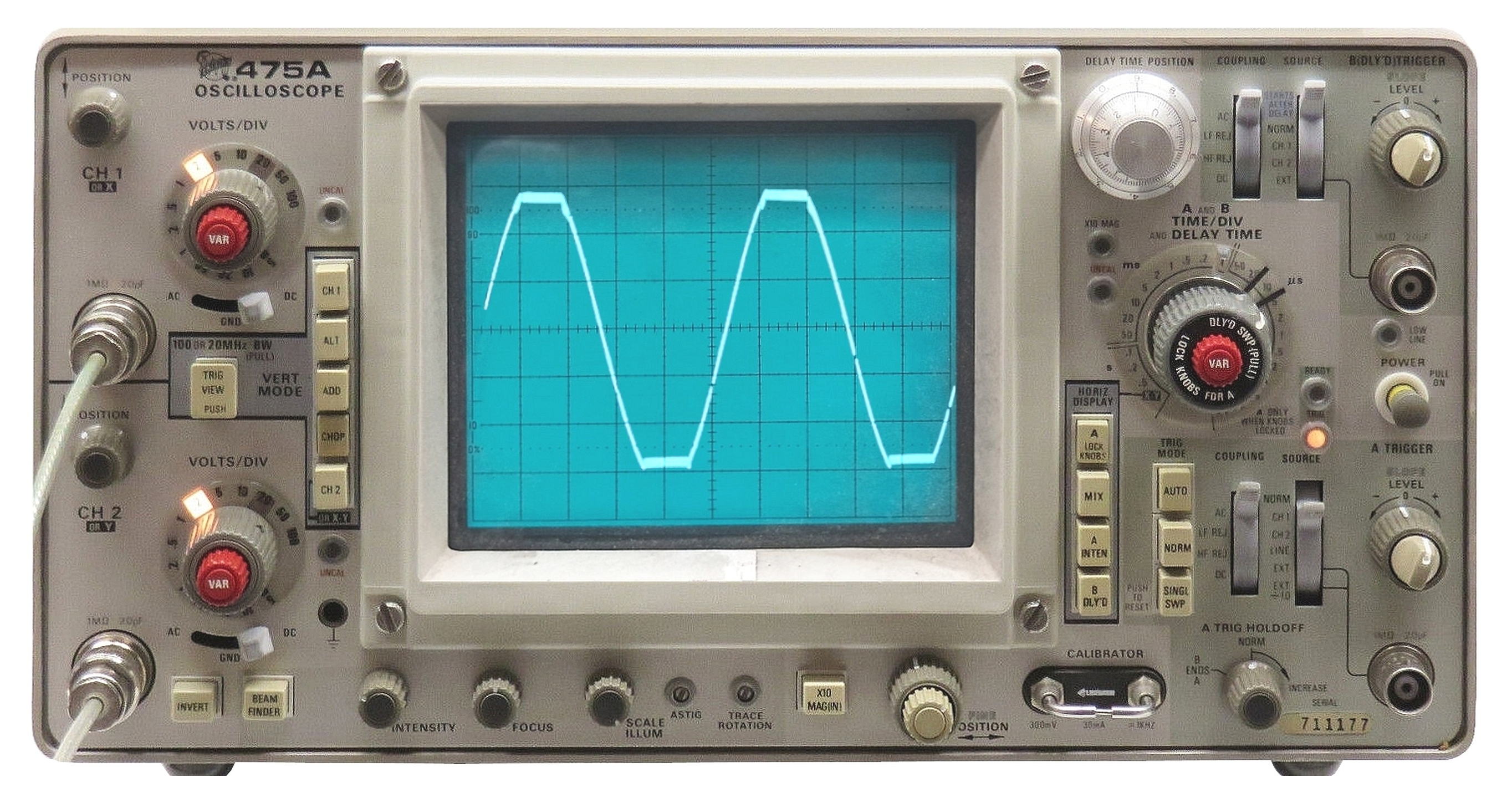
Un osciloscopio analógico portátil Tektronix modelo 475A, un instrumento muy típico de finales de la década de 1970.

los competidores de Tektronix copiarían el estilo de la serie 400. Los osciloscopios de la serie 400 todavía se usaban en 2013.

### 1970–1985
La OPI de la empresa, cuando vendió públicamente sus primeras acciones de stock, fue el 11 de septiembre de 1963. En 1974, la empresa adquirió 256 acres (1 km²; 103,6 ha) en Wilsonville, Oregón donde construyó una instalación para su grupo de imágenes. Para 1976, la compañía empleaba a casi 10,000 y era la el empleador más grande del estado. La expansión de Tektronix en 1956 y, en 1962, Electro Scientific Industries 'movimiento similar al condado de Washington y expansión se les atribuye el fomento del desarrollo de una gran industria de alta tecnología en el condado de Washington , una serie de empresas a las que a menudo se hace referencia colectivamente como "Silicon Forest".
Durante muchos años, Tektronix fue el principal fabricante de productos electrónicos en Oregón, y en 1981, su nómina en EE. UU. Alcanzó un máximo de más de 24.000 empleados. Tektronix también tenía operaciones en Europa, América del Sur y Asia. Las fábricas europeas estaban ubicadas en Saint Peter's, Guernsey (entonces en la Asociación Europea de Libre Comercio) hasta 1990, Hoddesdon (Norte de Londres, Reino Unido) y Heerenveen, Países Bajos (entonces en la  Mercado Común Europeo). Algunos osciloscopios comercializados en Europa y el Reino Unido se vendieron con la marca Telequipment, pero muchos en el Reino Unido utilizaron la marca Tektronix en las décadas de 1960 y 1970.
Durante muchos años, Tektronix operó en Japón como Sony-Tektronix, una empresa conjunta al 50% de Sony Corporation y Tektronix, Inc; esto se debió a las restricciones comerciales japonesas en ese momento. Desde entonces, Tektronix ha comprado la participación de Sony y ahora es el único propietario de la operación japonesa. Bajo el nombre Sony-Tektronix, los osciloscopios de la serie 300 eran livianos y totalmente portátiles. Reemplazaron los osciloscopios modelo 321 / 321A. Ejemplos de los modelos Sony / Tektronix fueron 314, 323, 335 y 370.

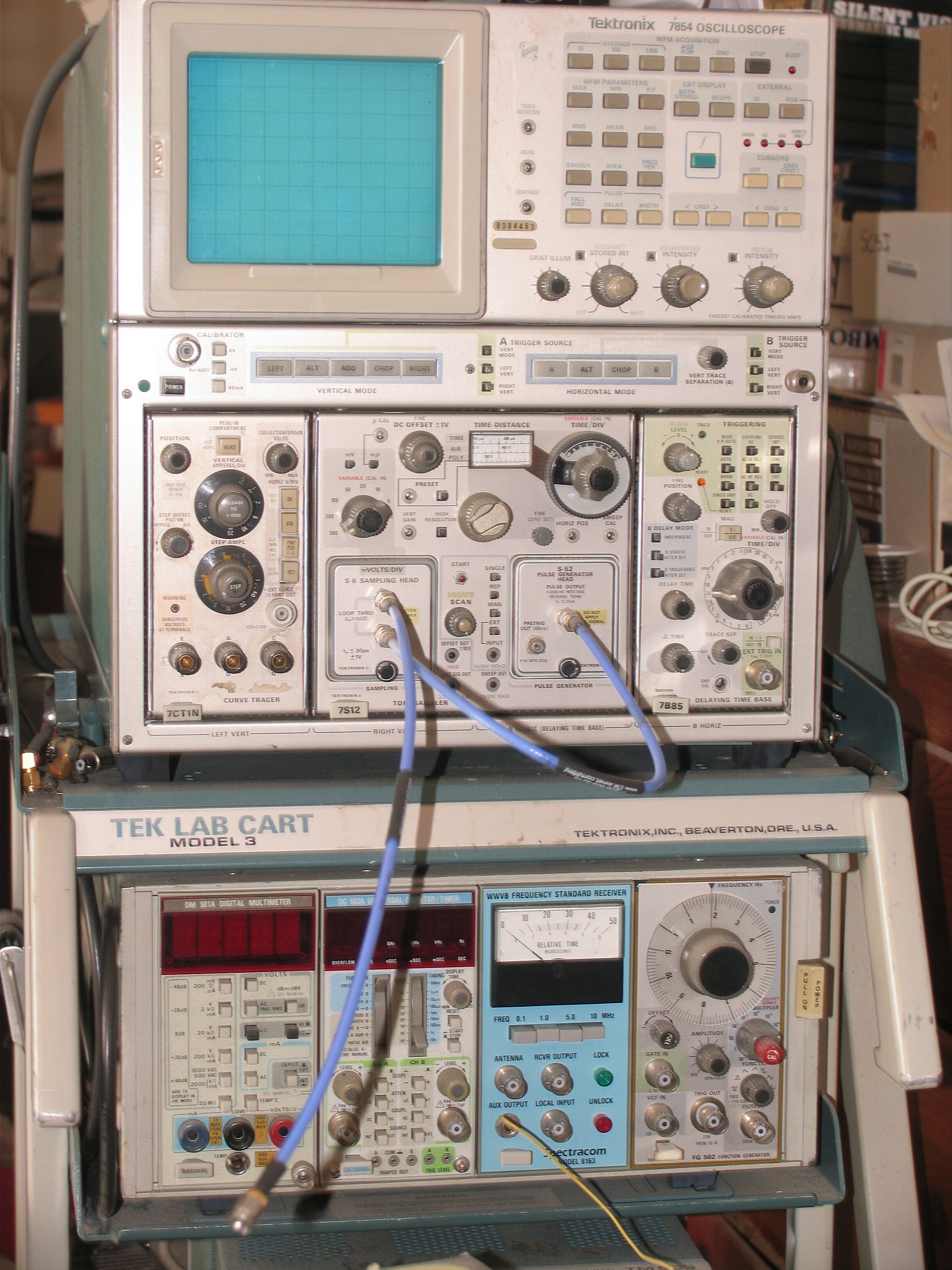
Osciloscopio Tektronix 7854 con otros equipos

A principios de la década de 1970, Tektronix realizó un cambio de diseño importante en sus osciloscopios. Los osciloscopios de las series 5000 y 7000 mantuvieron las capacidades de conexión que originalmente comenzaron con las series 530 y 540; sin embargo, la elección de complementos fue aún mayor. Estos osciloscopios utilizaban circuitos integrados de diseño personalizado fabricados por Tektronix. Los CRT eran todos rectangulares y todos fueron fabricados por Tektronix. Estos osciloscopios se proporcionan en la configuración de controles de pantalla. La serie 5000 era la línea de uso general, mientras que la serie 7000 era capaz de una amplia variedad de aplicaciones y podía aceptar hasta 4 complementos. Un modelo, el 7104 (introducido en 1978) era un verdadero osciloscopio de ancho de banda de 1   GHz.
A partir del primer osciloscopio de rayos catódicos de la empresa, Tektronix ha disfrutado de una posición de liderazgo en el mercado de pruebas y medidas. Aunque su equipo era caro, tenía rendimiento, calidad y estabilidad. La mayoría de los fabricantes de equipos de prueba construyeron sus osciloscopios con componentes estándar disponibles. Pero Tektronix, con el fin de obtener una medida adicional de rendimiento, utilizó muchos componentes especialmente seleccionados o diseñados a medida. Incluso tenían su propia fábrica para hacer tubos CRT ultrabrillantes y afilados.  Después de que DuMont les suministrara los rechazos; cuadrupolo no estaba afilado. Más tarde, construyeron su propia planta de fabricación de circuito integrado con el fin de hacer circuitos integrados personalizados para sus equipos.[cita requerida]
Los instrumentos de Tektronix contribuyeron significativamente al desarrollo de computadoras, pruebas y  comunicaciones equipos y al avance de investigación y desarrollo en la alta tecnología industria electrónica en general.
Con el paso del tiempo, Tektronix fabricó más y más partes electrónicas. Esto llevó a habilidades y talentos muy especializados que con el tiempo llevaron a los empleados a formar nuevos negocios. Algunos ex empleados de Tektronix se fueron para crear otras empresas exitosas "Silicon Forest".  Spin-off s incluyen Mentor Graphics, Planar Systems, Floating Point Systems, Cascade Microtech, Merix Corporation, Anthro Corporation y Northwest Instrument Systems (NWIS), posteriormente renombrados como MicroCase. Incluso algunos de los productos derivados han creado productos derivados, como InFocus. A medida que Tektronix fabricaba piezas más especializadas, extendió su base de productos para incluir analizadores lógicos, multímetros digitales y generadores de señales. Las series de montaje en bastidor TM500 y TM5000 nacieron con instrumentos de prueba diseñados a medida elegidos por el comprador.
Durante este período, Tektronix adquirió lo que se vendió como el Sistema de desarrollo de microprocesadores (MDS) 8000 y 8002, siendo el 8000 un sistema de desarrollo de software que ejecuta editores y compiladores cruzados con almacenamiento en disquetes gemelos, mientras que el 8002 podría equiparse con real emulador de tiempo s para varios procesadores, incluidos 8080, Z80 y 6502. Estos fueron reemplazados posteriormente por 8540/8550/8560. El 8550 era un sistema de desarrollo independiente capaz de equiparse con hardware de emulación en tiempo real para varios procesadores diferentes. El 8560 surgió justo después de que Bell Labs pudiera vender UNIX comercialmente, y ejecutó una versión ligeramente modificada de Version 7 UNIX, llamada TNIX, que soporta 4 u 8 (dependiendo en cuántas tarjetas de procesador de E / S se instalaron) terminales seriales, con una entrada / salida de alta velocidad especial, basada en RS-422, para conectarse a un 8540 remoto. Había un disco duro de aproximadamente 34 MB, luego aumentado, y una cantidad variable de RAM dependiendo de la tarjeta de procesador instalada, que era una DEC LSI11-23 + o una LSI11-73, que tenía un bus de direcciones más ancho y una mayor velocidad de reloj. La última variante mejorada fue el 8562. El 8540, de los cuales varios se podían conectar al 8560, contenía un hardware de emulación similar al disponible para el 8550, incluidas tarjetas RAM, Trigger Trace Analyzer, 1 o 2 tarjetas de emulador de procesador, cada una con sonda, etc. El 8540 no tenía capacidad de desarrollo de software, pero funcionaba con el 8560 u otros sistemas como un VAX, que proporcionaría el entorno de desarrollo de software. Fue único en su día, en el sentido de que el terminal en serie podía conectarse al 8540, en el banco, o al 8560, y pasaría los comandos UNIX automáticamente al 8560, que pasaba los comandos del emulador al 8540 para su ejecución, completamente. transparentemente. Por lo tanto, una sesión completa de compilación, enlace, carga y emulación podría ejecutarse desde un script de shell UNIX, una función que probablemente no se haya visto en ningún sistema de desarrollo desde entonces. El 8540/8550/8560 admitía muchos tipos de microprocesadores de 8 y 16 bits, con un cambio de tarjetas de emulación y sondas, y la instalación del software ensamblador y posiblemente compilador, y no requería que ningún código en particular estuviera vinculado al usuario. código para facilitar el rastreo de registros en los puntos de interrupción, una deficiencia del único MDS alternativo real de múltiples fabricantes de esa época, de  HP. Sin embargo, una característica impresionante fue que al incluir una secuencia de instrucciones especial, típicamente un NOP doble seguido de una llamada a una dirección específica, el emulador generaría una "Llamada de servicio" para tomar cualquier acción que el usuario requiriera y continuar con la ejecución. Esto, por ejemplo, podría permitir que UNIX escriba variables en un archivo de registro según lo ordena el programa en ejecución en el microprocesador emulado.
Es nNo está claro en la actualidad por qué Tektronix finalmente se retiró del negocio de MDS, ya que sus productos eran muy apreciados.

### 1986–2006

Antiguo logo de la compañía

Tektronix enfrenta grandes desafíos a su estructura comercial. En la década de 1980, Tektronix se distrajo con demasiadas divisiones en demasiados mercados. Esto llevó a una disminución de las ganancias en casi todos los trimestres. Siguió un período de despidos, cambios en la alta dirección y liquidaciones. En 1994, Tektronix escindió su operación de fabricación de placa de circuito impreso como una empresa separada, Merix Corp., con sede en Forest Grove, Oregón.
Finalmente, Tektronix se quedó con su equipo de prueba y medición original. Tras su ascenso en 2000, el actual director ejecutivo, Richard H. "Rick" Wills, limitó cuidadosamente el gasto empresarial ante el colapso de la burbuja de las puntocom. Esto abrió el camino para que Tektronix emergiera como una de las compañías más grandes en su nicho de productos, con una capitalización de mercado de $ 3 mil millones. Sin embargo, esto no pudo evitar que se convirtiera en un objetivo de adquisición, y Tektronix fue adquirida por Danaher Corporation en 2007.
Cambios importantes en los productos: alcances de muestreo digital. Con el avance de las técnicas de muestreo de señales y el procesamiento digital, los fabricantes de osciloscopios encontraron un nuevo horizonte en el mercado. La capacidad de muestrear la señal y digitalizarla para verla en tiempo real o almacenarla digitalmente para uso futuro y mantener la integridad de la forma de onda. Además, se puede integrar una computadora con el osciloscopio para almacenar muchas formas de onda o instruir al osciloscopio para que realice análisis adicionales. Se pueden producir formas de onda con colores mejorados para facilitar la identificación.
Tektronix estuvo muy involucrado en el diseño de osciloscopios de muestreo digital. A mediados de la década de 1980, reemplazaron rápidamente sus osciloscopios analógicos. Sus osciloscopios de las series 400, 5000 y 7000 fueron reemplazados por una nueva generación de osciloscopios digitales con capacidad de almacenamiento, las series 11000 y TDS. La serie 11000 eran modelos de laboratorio de montaje en bastidor grandes con una gran cara plana CRT y tenían pantalla táctil, múltiples colores y capacidad de visualización de múltiples ondas. Seguían siendo unidades enchufables y podían aceptar los complementos 7 de la serie 7000 anteriores y los complementos 11A de la nueva serie 11000. La serie TDS reemplazó a la línea portátil de las series 300 y 400. Tenían el mismo diseño de panel pero con capacidades mejoradas de almacenamiento y medición. Durante este período, Tektronix también expandiría su línea de equipos de prueba a analizadores lógicos, generadores de señales, etc.
A mediados de la década de 1990, se abandonó el uso del CRT y Tektronix comenzó a usar paneles LCD para la visualización. La serie 11000 sería reemplazada por el MSO (osciloscopio de señal mixta) que presentaba una pantalla LCD de matriz activa a color. El TDS continuó pero con paneles LCD comenzando con el TDS-210. En los modelos TDS, los modelos de menor precio reemplazaron al último de los osciloscopios analógicos de la serie 2000 y presentaban una pantalla monocromática, mientras que los modelos de gama alta eran modelos LCD en color que se parecían más a los osciloscopios de la serie 400 más antiguos. Los productos derivados de TDS fueron la serie de alcance de almacenamiento TBS. Más tarde, Tektronix reemplazaría los mini osciloscopios 200 con los osciloscopios digitales portátiles de la serie TH. Todas las series TDS y spinoff con pantalla LCD son totalmente portátiles (livianas y pueden funcionar con CA o con baterías).

### 2007 al presente

DIversos aparatos de medida de Tektronix

El 21 de noviembre de 2007, Tektronix fue adquirida por Danaher Corporation por $ 2.85 mil millones. Antes de la adquisición, Tektronix cotizaba en la Bolsa de Valores de Nueva York bajo el símbolo "TEK", el apodo con el que Tektronix es conocido por sus empleados, clientes y vecinos. El 15 de octubre de 2007, Danaher Corporation presentó una oferta para adquirir Tektronix por $ 38 en efectivo por acción, lo que equivalía a una valoración de aproximadamente $ 2.8 mil millones. El acuerdo se cerró cinco semanas y media después, y el 90 por ciento de las acciones de TEK se vendieron en la oferta pública.
Además, como parte de su adquisición por parte de Danaher, la división de Negocios de Comunicaciones de Tektronix se escindió en una entidad comercial separada bajo Danaher, Tektronix Communications.
La línea de osciloscopios digitales que se introdujo en la década de 1990 (series MSO, TDS, TH) aún se fabrica de alguna forma.
El 1 de febrero de 2016, Tektronix introdujo un nuevo diseño de logotipo, en sustitución de un logotipo que se había utilizado desde 1992, e indicó un cambio en la estrategia para ofrecer productos de medición adaptados a campos específicos como la informática, las comunicaciones y la automoción. Danaher escindió varias subsidiarias, incluida Tektronix, en 2016 para crear Fortive.

## Primeros modelos de osciloscopio
Para el historial de modelos individuales, Tektronix y Tektronix Collectors tienen detalles completos. Simplemente haga clic en el número de referencia junto a la serie de productos Tek. Se le dirigirá al enlace más reciente.
1. Osciloscopios y complementos de la serie 7000 1970-1985[29]
2. Osciloscopios y plug-ins de la serie 5000 1970-1985[30]
3. Osciloscopios portátiles de la serie 2000 (1978-?)

Osciloscopios y plug-ins de la serie # 500 1946-1970
Osciloscopios portátiles y analizadores de espectro de la serie # 400 1966-1989
Osciloscopios portátiles de la serie # 300 1952-1969?
Osciloscopios portátiles de la serie # 200 (1975-?)

## Productos 'sin prueba'
Algunos equipos importantes que no son de prueba creados y vendidos por Tektronix incluyen:
- Tektronix 4014 terminal de computadora
- Tektronix 405x microcomputadoras gráficas
- Tektronix 408x miniordenadores gráficos (original DRADIS de Battlestar Galactica)
- Tektronix FEM181 Sistema de software de modelado de elementos finitos
- Tektronix 4115 gráficos de escaneo de trama en color o el emulador TGRAPH
- Tektronix 6130  NS 32016 que ejecutan UTek, un clon de 4.2BSD
- Tektronix 4300 Motorola 68020 serie de estaciones de trabajo gráficas con UTek, un clon de 4.2BSD
- Tektronix XD88 Motorola 88000 estación de trabajo gráfica que ejecuta Utek V, otro Tektronix Unix basado en Unix System V Release
- Los plóter de cama plana utilizados con computadoras Tektronix
- TekXPress X-terminales, luego vendido a Network Computing Devices
- Phaser color de la marca computer printer s, incluidos sus modelos pioneros Solid Ink, vendidos a Xerox en 1999
- Estudio de televisión y producción de vídeo equipos fabricados por la antigua filial de Tek Grass Valley Group, que se escindió como una empresa independiente (y luego fue comprada por Thomson SA). Grass Valley ahora es propiedad de Black Dragon Capital.